# Agnese Krivade
Agnese Krivade, née en 1981, est une poète et traductrice lettone. 
Elle vit à Riga et à Bruxelles[réf. nécessaire].

## Biographie
Née en 1981, titulaire d'une licence en relations publiques de l'École supérieure de Livonie (Vidzemes augstskola), elle a exercé divers emplois dans les domaines du journalisme, des relations publiques et de la publicité et a été chroniqueuse et critique littéraire dans les pages culturelles du quotidien national Diena. 
Les poèmes et nouvelles d'Agnese Krivade sont publiés dans la revue littéraire Karogs, le supplément culturel du journal Diena, Kultūras Diena et l'hebdomadaire Kultūras Forums. Ses textes en prose figurent dans plusieurs anthologies de nouvelles lettones. En 2007, paraît son premier recueil de poèmes, Bērnība (Enfance) aux éditions Neputns. Elle prend part au séminaire de la jeune littérature à Brême en Allemagne et à la soirée consacrée aux jeunes poètes organisée la même année dans le cadre du Salon du livre de Göteborg. 
Ses poèmes ont été présentés en public lors de deux événement littéraires de premier plan en Lettonie (Dzejas dienās - les Journées de la poésie et Prozas lasījumi - Lectures de prose). Artiste en résidence à la Maison internationale des écrivains et des traducteurs de Ventspils (juillet 2006) et de la Maison des artistes Lukas (Kuenstlerhaus Lukas) de Ahrenshoop en Allemagne (janvier 2008), au mois de septembre 2015, son poème Oh est à l'origine d'une forte polémique en Lettonie au cours de laquelle se trouvent questionnées la liberté d'enseigner la littérature, la censure, la légitimité littéraire des diverses variantes de la langue.

## Œuvres
- Bērnība, Neputns, Riga, 2007